# Cormocyon
Cormocyon — викопний рід борофагінових псових, родом із Північної Америки. Він жив від олігоцену до раннього міоцену, 30.8–20.6 млн років тому. Вважається примітивним, перехідним членом племені Борофагіні.